# Primera División (Chile) 2015/16 Clausura
Die Clausura der Primera División 2016, auch unter dem Namen Campeonato Nacional Clausura Scotiabank 2016 bekannt, war die 98. Spielzeit der Primera División, der höchsten Spielklasse im Fußball in Chile. Die Saison begann am 15. Januar und endete am 15. Mai.
Die Saison wurde wie bereits in den Vorjahren in zwei eigenständige Halbjahresmeisterschaften, der Apertura und Clausura, unterteilt. Durch die Transición 2013 wurde der Rhythmus vom Kalenderjahr auf den europäischen Modus angepasst. Zur Saison 2015/16 wurde die Anzahl der Mannschaften von 18 auf 16 reduziert.
Die Meisterschaft gewann das Team von CD Universidad Católica. Für den Universitätsklub war es der 11. Meisterschaftstitel der Vereinsgeschichte, der sich damit gleichzeitig für die Copa Libertadores 2017 qualifizierte.
Für die Copa Sudamericana 2016 qualifizierten sich der CD Palestino und der CD O’Higgins über die Gesamttabelle sowie Universidad de Concepción als Sieger der Liguilla. Die beiden Absteiger anhand der Gesamttabelle sind Unión La Calera und CD San Marcos de Arica.

## Modus
Die 16 Teams spielen einmalig jeder gegen jeden. Meister ist das Team mit den meisten Punkten. Bei Punktgleichstand gibt es ein Entscheidungsspiel.
Für die Copa Libertadores qualifiziert sich der Meister.
Für die Copa Sudamericana qualifizieren sich die beiden besten Teams der Gesamttabelle, die noch nicht für einen internationalen Wettbewerb qualifiziert sind. Einen weiteren Startplatz sichert sich der Gewinner der Pre-Liguilla Copa Sudamericana, an der die noch nicht international qualifizierten Teams auf den weiteren Plätzen in Halbfinale und Finale den letzten Startplatz ausspielen. Die Absteiger werden anhand der Gesamttabelle am Ende der Clausura ermittelt. Die beiden Teams mit den wenigsten Punkten aus Apertura und Clausura steigen nach der Spielzeit in die Primera B ab.

## Teilnehmer
Die Absteiger der Vorsaison AC Barnechea, CD Cobreloa und Deportivo Ñublense wurden durch den Aufsteiger aus der Primera B CD San Luis de Quillota ersetzt. Die Anzahl der Teams wurde auf 16 reduziert. Folgende Vereine nahmen daher an der Meisterschaft 2015/16 teil:
| Mannschaft                | Stadt             | Stadion                                      | Kapazität |
| ------------------------- | ----------------- | -------------------------------------------- | --------- |
| Deportes Antofagasta      | Antofagasta       | Estadio Regional de Antofagasta              | 26.339    |
| Audax Italiano            | Santiago de Chile | Estadio Bicentenario Municipal de La Florida | 12.000    |
| CD Cobresal               | El Salvador       | Estadio El Cobre                             | 20.752    |
| CSD Colo-Colo             | Santiago de Chile | Estadio Monumental                           | 45.000    |
| CD Huachipato             | Talcahuano        | Estadio CAP                                  | 10.500    |
| CD O’Higgins              | Rancagua          | Estadio El Teniente                          | 15.450    |
| CD Palestino              | Santiago de Chile | Estadio Municipal de La Cisterna             | 08.000    |
| Deportes Iquique          | Iquique           | Estadio Tierra de Campeones                  | 12.000    |
| San Marcos de Arica       | Arica             | Estadio Carlos Dittborn                      | 09.746    |
| San Luis de Quillota      | Quillota          | Estadio Municipal Lucio Fariña Fernández     | 07.500    |
| Santiago Wanderers        | Valparaíso        | Estadio Elías Figueroa Brander               | 18.500    |
| Universidad Católica      | Santiago de Chile | Estadio San Carlos de Apoquindo              | 13.000    |
| Universidad de Chile      | Santiago de Chile | Estadio Nacional de Chile                    | 49.000    |
| Universidad de Concepción | Concepción        | Estadio Municipal de Concepción              | 29.000    |
| Unión Española            | Santiago de Chile | Estadio Santa Laura                          | 19.000    |
| Unión La Calera           | La Calera         | Estadio Municipal Nicolás Chahuán Nazar      | 10.000    |

## Ligaphase
| Pl.                                    | Verein                      | Sp. | S | U | N | Tore    | Diff. | Punkte |
| -------------------------------------- | --------------------------- | --- | - | - | - | ------- | ----- | ------ |
| 1.                                     | Universidad Católica        | 15  | 9 | 2 | 4 | 033:250 | +8    | 29     |
| 2.                                     | CSD Colo-Colo (M)           | 15  | 8 | 4 | 3 | 019:110 | +8    | 28     |
| 3.                                     | CD O’Higgins                | 15  | 8 | 4 | 3 | 028:240 | +4    | 28     |
| 4.                                     | CD Palestino                | 15  | 6 | 7 | 2 | 024:180 | +6    | 25     |
| 5.                                     | Universidad de Concepción   | 15  | 8 | 1 | 6 | 022:240 | −2    | 25     |
| 6.                                     | CD Santiago Wanderers       | 15  | 6 | 5 | 4 | 031:260 | +5    | 23     |
| 7.                                     | Deportes Antofagasta        | 15  | 6 | 3 | 6 | 023:180 | +5    | 21     |
| 8.                                     | Deportes Iquique            | 15  | 4 | 7 | 4 | 022:210 | +1    | 19     |
| 9.                                     | CD Huachipato               | 15  | 4 | 7 | 4 | 029:250 | +4    | 19     |
| 10.                                    | Universidad de Chile        | 15  | 3 | 7 | 5 | 018:200 | −2    | 16     |
| 11.                                    | CD San Luis de Quillota (N) | 15  | 3 | 7 | 5 | 022:250 | −3    | 16     |
| 12.                                    | Audax Italiano              | 15  | 3 | 7 | 5 | 016:190 | −3    | 16     |
| 13.                                    | Unión Española              | 15  | 2 | 9 | 4 | 020:240 | −4    | 15     |
| 14.                                    | CD Cobresal                 | 15  | 3 | 5 | 7 | 014:210 | −7    | 14     |
| 15.                                    | CD San Marcos de Arica      | 15  | 2 | 6 | 7 | 010:170 | −7    | 12     |
| 16.                                    | Unión La Calera             | 15  | 2 | 5 | 8 | 016:300 | −14   | 11     |
| Quelle: www.rsssf.org, Stand: Endstand |                             |     |   |   |   |         |       |        |

| (M) | Vorjahresmeister |
| (N) | Aufsteiger       |

## Beste Torschützen
| Rang | Spieler             | Klub                  | Tore |
| ---- | ------------------- | --------------------- | ---- |
| 1    | Nicolás Castillo    | Universidad Católica  | 11   |
| 2    | Diego Churín        | Unión Española        | 9    |
| 3    | Ronnie Fernández    | CD Santiago Wanderers | 8    |
|      | Gastón Lezcano      | CD O’Higgins          | 8    |
| 5    | Pablo Calandria     | CD O’Higgins          | 7    |
|      | Enzo Gutiérrez      | CD Palestino          | 7    |
|      | Flavio Ciampichetti | Deportes Antofagasta  | 7    |
|      | Carlos Muñoz        | CD Santiago Wanderers | 7    |
|      | Rómulo Otero        | CD Huachipato         | 7    |
|      | Luciano Vázquez     | CD Huachipato         | 7    |

## Gesamttabelle
| Pl.                                | Verein                      | Sp. | S  | U  | N  | Tore    | Diff. | Punkte |
| ---------------------------------- | --------------------------- | --- | -- | -- | -- | ------- | ----- | ------ |
| 1.                                 | Universidad Católica        | 30  | 19 | 4  | 7  | 066:400 | +26   | 61     |
| 2.                                 | CSD Colo-Colo (M)           | 30  | 19 | 4  | 7  | 042:240 | +18   | 61     |
| 3.                                 | CD Palestino                | 30  | 14 | 11 | 5  | 047:350 | +12   | 53     |
| 4.                                 | Universidad de Concepción   | 30  | 17 | 2  | 11 | 051:430 | +8    | 53     |
| 5.                                 | CD O’Higgins                | 30  | 15 | 6  | 9  | 051:470 | +4    | 51     |
| 6.                                 | CD Santiago Wanderers       | 30  | 11 | 10 | 9  | 051:450 | +6    | 43     |
| 7.                                 | Audax Italiano              | 30  | 10 | 12 | 8  | 038:380 | ±0    | 42     |
| 8.                                 | Unión Española              | 30  | 9  | 12 | 9  | 050:440 | +6    | 39     |
| 9.                                 | CD Huachipato               | 30  | 8  | 11 | 11 | 041:470 | −6    | 35     |
| 10.                                | Deportes Iquique            | 30  | 8  | 11 | 11 | 043:500 | −7    | 35     |
| 11.                                | Universidad de Chile        | 30  | 7  | 12 | 11 | 053:550 | −2    | 33     |
| 12.                                | Deportes Antofagasta        | 30  | 8  | 8  | 14 | 034:410 | −7    | 32     |
| 13.                                | CD Cobresal                 | 30  | 9  | 5  | 16 | 037:490 | −12   | 32     |
| 14.                                | CD San Luis de Quillota (N) | 30  | 7  | 8  | 15 | 040:490 | −9    | 29     |
| 15.                                | CD San Marcos de Arica      | 30  | 7  | 8  | 15 | 028:370 | −9    | 29     |
| 16.                                | Unión La Calera             | 30  | 6  | 8  | 16 | 029:570 | −28   | 26     |
| Quelle: rsssf.org, Stand: Endstand |                             |     |    |    |    |         |       |        |

| (M) | Vorjahresmeister |
| (N) | Aufsteiger       |

## Pre-Liguilla Copa Sudamericana

### Halbfinale
|                      | Gesamt          |                       | Hinspiel | Rückspiel |
| -------------------- | --------------- | --------------------- | -------- | --------- |
| Deportes Iquique     | 2:3             | CD O’Higgins          | 1:3      | 1:0       |
| Deportes Antofagasta | 0:0 (3:4 i. E.) | CD Santiago Wanderers | 0:0      | 0:0       |

### Finale
Das Hinspiel fand am 11. Mai, das Rückspiel am 15. Mai statt.
|                       | Gesamt |              | Hinspiel | Rückspiel |
| --------------------- | ------ | ------------ | -------- | --------- |
| CD Santiago Wanderers | 0:1    | CD O’Higgins | 0:0      | 0:1       |

Mit dem Erfolg qualifiziert sich CD O’Higgins für die Copa Sudamericana 2016.